# Cameron Devlin
Cameron Devlin, né le 7 juin 1998 à Sydney, est un footballeur international australien qui évolue au poste de milieu défensif au Heart of Midlothian.

## Biographie

### Carrière en club
Né à Sydney en Australie, Cameron Devlin est formé dans sa ,ville natale, où il commence sa carrière professionnelle senior avec le Sydney FC,. Il joue son premier match avec l'équipe première du club le 6 octobre 2018, lors de la victoire 3-0 en Coupe FFA contre le Western Sydney.

### Carrière en sélection
En septembre 2022, Cameron Devlin est convoqué pour la première fois avec l'équipe nationale d'Australie. Il honore sa première sélection le 25 septembre 2022, lors du match amical contre la Nouvelle-Zélande.
Le 8 novembre 2022, il est sélectionné par Graham Arnold pour participer à la Coupe du monde 2022.